# Геймджем
Геймдже́м (англ. game jam) — сбор разработчиков игр с целью разработки одной или нескольких игр за ограниченный промежуток времени (как правило, от 1 дня до нескольких недель). Участниками геймджемов обычно являются программисты, геймдизайнеры, художники и другие специалисты, работающие в области разработки игр.
Как правило, во время геймджемов создаются компьютерные игры, однако определённую популярность имеет также разработка настольных игр.

## История
Термин «game jam» произошёл от совмещения слов game (с англ. — «игра») и jam session (джем-сешн). Джем-сейшен — это совместная музыкальная импровизация с целью создания нового материала или же просто встречи и совместной практики. Аналогично, геймджем — это событие, в ходе которого разработчики создают рабочие прототипы игр на основе своих идей.
В марте 2002 года разработчики Крис Хекер и Шон Барретт для изучения возможностей аппаратного обеспечения при рендеринге большого количества спрайтов разработали специализированный игровой движок, особенностью которого была возможность отображать на экране большое количество спрайтов. Хекер пригласил нескольких разработчиков встретиться в его офисе в Окленде (Калифорния), чтобы создать несколько инновационных игр на основе нового движка. Это мероприятие было названо «0th Indie Game Jam», а его целью стало «поощрение экспериментирования и инноваций в игровой индустрии».

## Формат

### Место
Некоторые местные геймджемы проводятся в университетах, конференц-залах или других частных помещениях. Global Game Jam проводится один раз в году, в одно и то же время, в сотнях мест более чем в 90 странах по всему миру. Участники Ludum Dare, как правило, остаются дома, однако в некоторых городах проводятся и локальные встречи для участия в Ludum Dare.

### Ограничения по времени
Геймджемы обычно имеют ограничение по времени, от нескольких часов до нескольких дней. Наиболее распространенным форматом является аналог Ludum Dare — 48 часов.

### Тема
Для геймджема может быть определена тема, которой должны соответствовать создаваемые игры. Тема обычно анонсируется незадолго до начала джема, чтобы участники не могли использовать заранее подготовленные материалы. Вдобавок тема устанавливает дополнительные ограничения на разрабатываемые игры, что стимулирует творчество, а также может стать объектом изучения. Правила допускают довольно широкий простор для различных интерпретаций темы, что позволяет раскрыть тему с необычной стороны.

### Технологии
В видеоигровых джемах команды обычно состоят из программиста и художника. Из-за ограничений по времени участники предпочитают выбирать инструменты, позволяющие создать простой прототип за небольшое время (Game Maker, Construct 2). Однако могут использоваться и более комплексные игровые движки, такие как Unity или Unreal Engine.
Также в связи с тем, что на джемах создается большое количество игр, с которыми захотят ознакомиться игроки и другие участники, часто используются технологии, позволяющие запустить игру прямо в браузере, — HTML5 или Flash.

## Примеры

### Ludum Dare
Ludum Dare — один из самых крупных и известных геймджемов, впервые был проведен в апреле 2002 года. Формат Ludum Dare подразумевает 2 соревнования, начинающихся одновременно:
- Compo — участвовать можно только в одиночку, весь игровой контент должен быть создан во время джема, длительность — 48 часов.
- Jam — могут участвовать команды, могут использоваться сторонние либо ранее созданные заготовки, длительность — 72 часа.

По завершении джема участники могут голосовать за работы других участников, выбирая победителей в нескольких номинациях:
- Инновационность — уникальность идеи.
- Фан — насколько в игру интересно играть.
- Тема — соответствие теме Ludum Dare.
- Графика — визуальный стиль и эффекты.
- Аудио — озвучка и звуки в игре.
- Юмор — смешные диалоги, звуки, персонажи и т. д.
- Настроение — история, сюжет, эмоции, получаемые во время игры.
- Общая — общее впечатление от игры.

Кроме основного соревнования, которое проходит 3 раза в год (начиная с 2008 года — апрель, август и декабрь), на сайте Ludum Dare также организуются несколько других джемов:
- MiniLD
- October Challenge
- Warmup Weekend

### Global Game Jam
В отличие от Ludum Dare, правилами Global Game Jam не допускается участие из дома — все джемеры должны быть зарегистрированы на одном из локальных мест проведения джема. В 2016 году таких мест по всему миру было более 600, в 93 странах мира. В России впервые Global Game Jam был проведен в Краснодаре в 2013 году. В 2016 году в джеме участвовали Краснодар, Санкт-Петербург, Москва и Челябинск.
Тема (одна для всех) объявляется в каждом городе в 17:00 по местному времени (и держится в секрете до того момента, пока не наступит 17:00 в последнем часовом поясе — по времени Новой Зеландии). Кроме того, за несколько дней до начала становятся известны diversifiers — дополнительные подтемы, которые не обязательны к использованию.